# Marie et Élie : Alchimistes de Salburg
Marie & Élie : Alchimistes de Salburg (マリーとエリーのアトリエザールブルグの錬金術士, Mari to Eli no Atorie Zaruburugu no renkinjutsushi) est un manga écrit et dessiné par Yoshihiko Ochi. Il a été prépublié dans le Famitsu, et a été compilé en un total de 5 tomes en 15 septembre 2002. Une deuxième saison est en prépublication depuis 2007, et 5 tomes sont sortis au 25 juillet 2012.
La saison 1 a été publiée en intégralité en France par les éditions Ki-oon, mais le manga n'est plus commercialisé.

## Manga

### Liste des volumes et chapitres
| no | Japonais          | Japonais | Français          | Français      |
| no | Date de sortie    | ISBN     | Date de sortie    | ISBN          |
| -- | ----------------- | -------- | ----------------- | ------------- |
| 1  | 24 juillet 2000   |          | 24 février 2005   | 9782915513059 |
| 2  | 15 avril 2001     |          | 28 avril 2005     | 9782915513066 |
| 3  | 15 septembre 2001 |          | 23 juin 2005      | 9782915513073 |
| 4  | 15 février 2002   |          | 15 septembre 2005 | 9782915513080 |
| 5  | 15 septembre 2002 |          | 16 février 2006   | 9782915513097 |